# Chartreuse de Motta Grossa
La Chartreuse de Motta Grossa (ou Chartreuse de Riva) est un monastère de moniales ayant existé entre 1903 et 1998.
Ce monastère de l'ordre des chartreux était situé dans le quartier de Riva di Pinerolo, à Pignerol, en Italie. C'est la seconde fondation d'une chartreuse féminine en Italie, après la Chartreuse de Buonluogo.

## Histoire
Les moniales de la chartreuse de Labastide-Saint-Pierre près de Montauban, sont expulsées de France, en vertu de la loi relative au contrat d'association de 1901. Michel Baglin, supérieur des chartreux, achète l'ancien château médiéval de « Motta dei Trucchetti » à un médecin de Turin, Mario Scrivano, à la demande de l'abbé Martin, supérieur du séminaire de Pignerol, plus tard protonotaire apostolique, et bienfaiteur des religieuses jusqu'à sa mort.  La communauté des Saints-Cœurs-de-Jésus-et-de-Marie  s'y rend en trois groupes successifs en 1903.
Des grands travaux d'aménagement, commencés en octobre 1903, se poursuivent activement, avec des ouvriers français et italiens, sous la direction de Roch Mallet, procureur de la Grande Chartreuse. Une belle horloge, qui venait du Reposoir, est placée dans une tour carrée, à cinquante mètres environ de la maison. Comme l'ancienne chapelle Saint-Jean-Baptiste, située dans le jardin est trop exiguë, on en bâtit une autre plus spacieuse. Michel Baglin, accompagné du Père Scribe, vient la bénir le 12 mai 1904, sous le vocable de Sainte-Roseline.
Le 15 octobre de la même année 1904, Mgr Jean-Baptiste Rossi, évêque de Pignerol, entouré de plusieurs ecclésiastiques, établit la clôture canonique. 
Le monastère se compose d'un immense bâtiment érigé sur 2 étages. Au centre du rez-de-chaussée se trouve l'église avec l'autel central. À un très long couloir mène aux cellules où vivent les moniales. Chaque religieuse a sa cellule. À l'extérieur, il y a une immense potager où les religieuses cultivent les légumes qui servent aux besoins quotidiens.
La chartreuse garde le statut de maison de refuge, ou « petite chartreuse », jusqu’en 1936, date à laquelle la communauté est érigée en chartreuse autonome. 
En 1947, Michele Baretta (it) peint les fresques de la l'abside de l'église de la chartreuse.
Connue sous le nom de « Motta Grossa », on la nomme « Riva » depuis 1971. 
En 1998, elle est transférée à Vedana. L'ordre des chartreux cède le bâtiment au diocèse de Turin.

## Prieures
- 1903 : Marie-Joseph Perrier (†1916), venant de la Labastide-Saint-Pierre
- Marie-Ange de Massiac, venant de la Labastide-Saint-Pierre, succède à la précédente.

## Vicaires
Le vicaire joue le rôle de prieur claustral dans les chartreuses féminines.
- 1903 : Ferréol Charne
- 1930 : Joseph-Hippolyte Mouton, Pierre en religion (1866-†1940)
- 1936 : Irénée Jaricot (1882-†1972)
- 1963 : Domingo-María Cardona (1909-†1992)